# Stefanie Schmahl
Stefanie Schmahl (* 1969 in Mainz) ist eine deutsche Juristin und seit dem Wintersemester 2007/2008 Professorin für deutsches und ausländisches Öffentliches Recht, Völkerrecht und Europarecht an der Julius-Maximilians-Universität Würzburg.

## Leben
Schmahl studierte von Oktober 1988 bis Juni 1993 an der Johannes Gutenberg-Universität Mainz, der Universität Genf und der Ruprecht-Karls-Universität Heidelberg das Fach Rechtswissenschaft. Hieran schloss sich ein Aufenthalt an der Académie Internationale de Droit Comparé in Straßburg an. 1995 erwarb Schmahl zudem einen Abschluss als Master of Laws an der Autonomen Universität Barcelona. Nach ihrer 1996 erfolgten Promotion an der Johannes Gutenberg-Universität Mainz und dem Rechtsreferendariat arbeitete sie von Januar 1998 bis Juni 1998 bei Feddersen Laule Scherzberg & Ohle Hansen Ewerwahn in Brüssel. Im selben Jahr wechselte sie an die Universität Potsdam, wo sie 2004 mit einer Arbeit zum Verzicht im öffentlichen Recht habilitiert wurde. Vom Wintersemester 2004/2005 bis zu ihrem Ruf an die Universität Würzburg nahm sie Lehrstuhlvertretungen an der Eberhard Karls Universität Tübingen, der Universität Regensburg, der Universität Bremen sowie der Heinrich-Heine-Universität Düsseldorf wahr.
Am 13. Oktober 2020 wurde Schmahl vom Bayerischen Landtag zum stellvertretenden Mitglied des Bayerischen Verfassungsgerichtshofes gewählt.

## Publikationen (Auswahl)
- Die Kulturkompetenz der Europäischen Gemeinschaft. Nomos, Baden-Baden 1996, ISBN 3-7890-4420-2.
- Die Internationalen und die Supranationalen Organisationen. In: Wolfgang Graf Vitzthum (Hrsg.): Völkerrecht. de Gruyter, Berlin 2010, ISBN 978-3-89949-734-2.
- Überlegungen zur Kategorisierung internationaler Menschenrechte. In: Hans-Georg Ziebertz (Hrsg.): Menschenrechte, Christentum und Islam. Lit, Berlin 2010, ISBN 978-3-643-10464-9, S. 27–48.
- Keine Amtshaftung für schuldhafte Völkerrechtsverstöße in bewaffneten Auseinandersetzungen? Kritische Überlegungen zum Kunduz-Urteil des BGH, NJW 2017, 128

Als Herausgeberin
- Stefanie Schmahl & Marten Breuer (Hrsg.): The Council of Europe. Its Law and Policies. Oxford University Press, Oxford 2017, ISBN 978-0-19-967252-3.